# Stefano Mei
Pour les articles homonymes, voir Mei.
Stefano Mei (né le 3 février 1963 à La Spezia) est un athlète italien, coureur de demi-fond.

## Biographie
Avec une médaille d'or, une autre d'argent et une troisième de bronze aux championnats d'Europe, Mei fait partie des coureurs italiens qui dominaient la scène continentale dans les années 80.
Aux championnats du monde de 1983 à Helsinki et aux Jeux olympiques d'été de 1984, Mei fut éliminé en demi-finale sur 1 500 m. Aux championnats d'Europe en salle de 1986, il remporta l'argent sur 3 000 m derrière l'Autrichien Dietmar Millonig démontrant qu'il faudrait aussi compter avec lui sur des plus longues distances.
La finale du 10 000 m des championnats d'Europe de 1986 à Stuttgart se déroula dès le premier jour de la compétition. Le grand favori était son compatriote Alberto Cova qui avait remporté dernièrement tous les grands titres. La course se déroula avec un rythme retenu car les trois Italiens (Cova, Salvatore Antibo et Mei) étaient persuadés d'être les plus forts dans le sprint final et les autres coureurs avaient beaucoup de respect, au moins, pour Antibo et Cova. Lors du sprint, comme attendu, les trois Italiens étaient devant. Seul le classement fut surprenant avec Mei devançant Cova et Antibo.
Tous trois se qualifièrent encore pour la finale du 5 000 m qui se courra cinq jours plus tard. Les trois Britanniques, Jack Buckner, Tim Hutchings et Steve Ovett se qualifièrent également. Ceux-ci avaient retenu la leçon de la balade sur 10 000 m et imposèrent un tempo rapide qu'Ovett fut le premier à lâcher. Mais Antibo et Cova ne purent suivre non plus. Finalement Buckner remporta le titre devant Mei et Hutchings.
Aux Jeux olympiques d'été de 1988, Mei termina septième sur 5 000 m. Il prit la même place sur cette distance aux championnats d'Europe de 1990. Sur 10 000 m, Antibo remporta le titre alors que Mei se contenta du bronze derrière le Norvégien Are Nakkim.

## Palmarès

### Jeux olympiques
- 1984 à Los Angeles ( États-Unis) 
  - éliminé lors des demi-finales sur 1 500 m
- 1988 à Séoul ( Corée du Sud) 
  - 7e sur 5 000 m

### Championnats du monde d'athlétisme
- 1983 à Helsinki ( Finlande)
  - éliminé lors des demi-finales sur 1 500 m

### Championnats du monde d'athlétisme en salle
- 1985 à Budapest ( Hongrie)
  - 8e sur 3 000 m

### Championnats d'Europe d'athlétisme
- 1986 à Stuttgart ( Allemagne de l'Ouest)
  -  Médaille d'argent sur 5 000 m
  -  Médaille d'or sur 10 000 m
- 1990 à Split ( Yougoslavie)
  - 7e sur 5 000 m
  -  Médaille de bronze sur 10 000 m

### Championnats d'Europe d'athlétisme en salle
- 1985 à Le Pirée ( Grèce)
  - 7e sur 3 000 m
- 1986 à Madrid ( Espagne)
  -  Médaille d'argent sur 3 000 m
- 1992 à Gênes ( Italie)
  - 7e sur 3 000 m

### Universiadesd'été
- 1985 à Kōbe ( Japon)
  -  Médaille d'or sur 5 000 m
- 1989 à Duisbourg ( Allemagne de l'Ouest)
  -  Médaille d'or sur 5 000 m